# Willem Battaille
Willem Battaille (Brussel, 1867 – Schaarbeek, 1933) was een Belgisch kunstschilder, graficus en ontwerper van affiches.

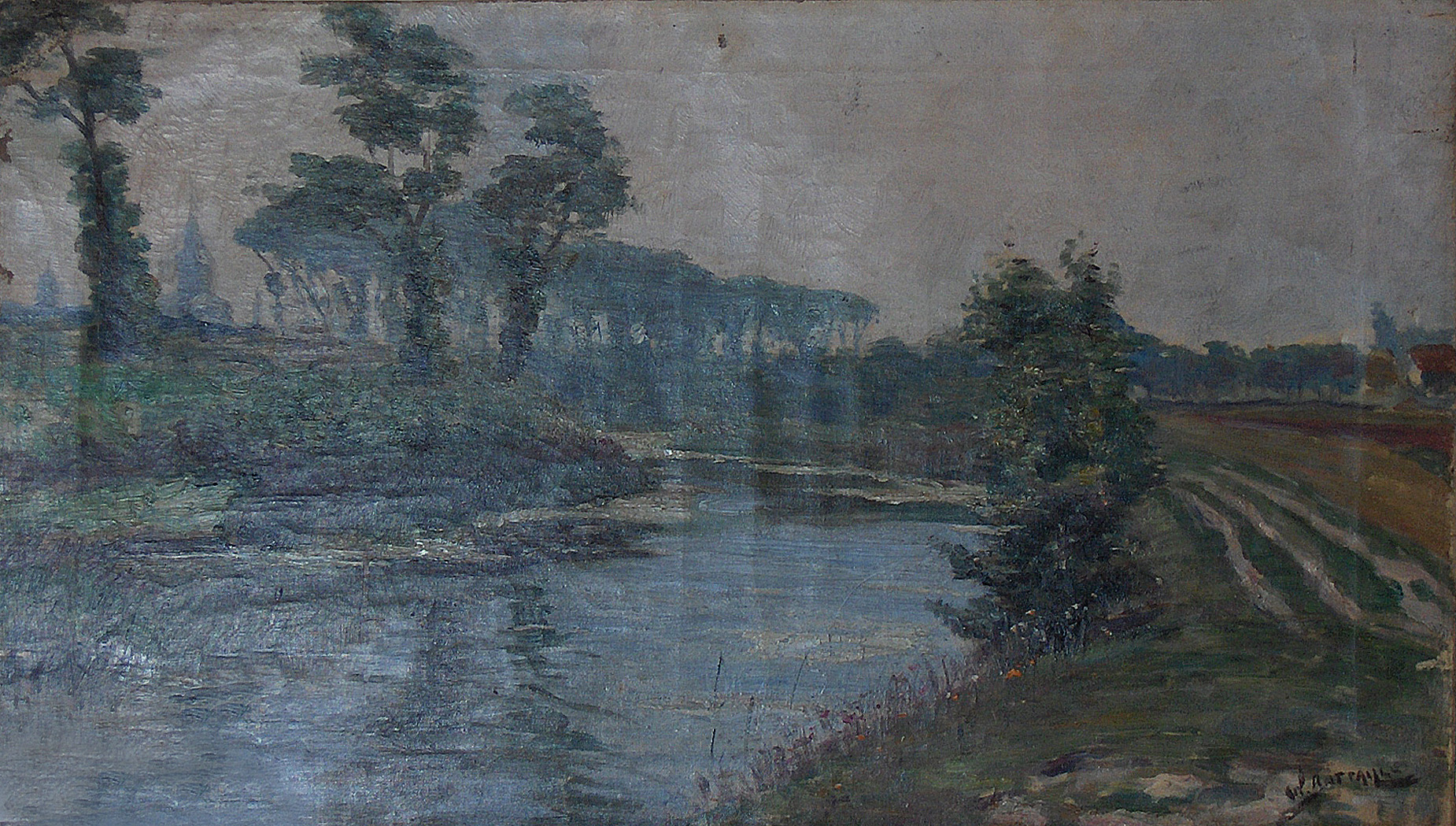
Rivierlandschap

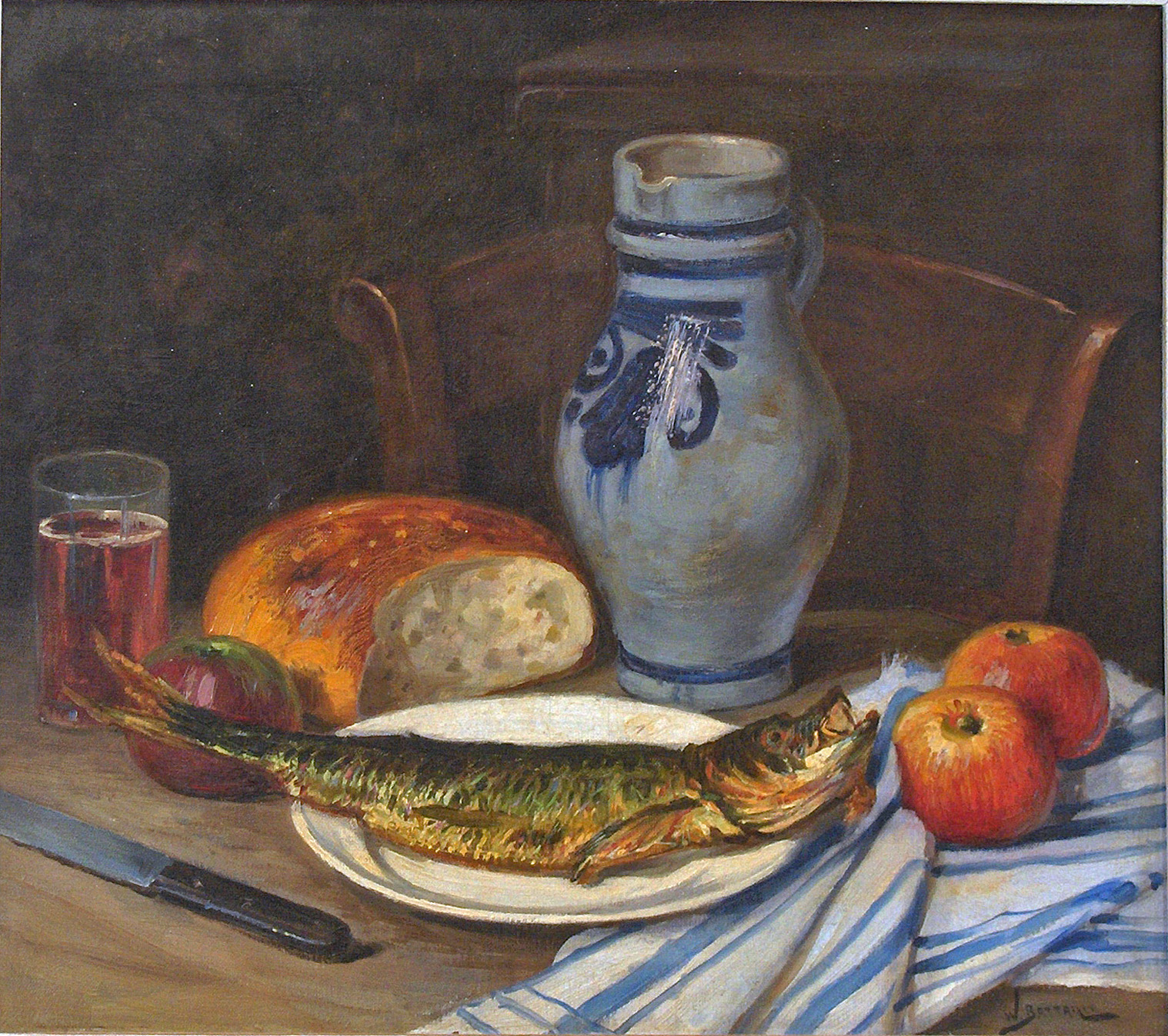
Stilleven

## Biografie
Battaille was leerling aan de Academie van Sint-Jans-Molenbeek/Brussel. Hij werd leraar aan de Nijverheidschool (École Industrielle) aan de Josaphatstraat in Schaarbeek. Tot het lerarenkorps behoorden ook Privat-Livemont (sinds 1891) en Emile Bulcke (sinds 1905). Battaille schilderde voornamelijk landschappen, zeegezichten, figuren in post-impressionistische stijl met een luministische inslag.
Hij ging vaak schilderen in de buurt van het Rooklooster net buiten Brussel en in de streek van Mol, een regio op de kaart gezet door onder andere Jakob Smits : het stadje Mol zelf, maar ook het omliggende : Achterbos, Sluis, Ginderbuiten, Heidehuizen en Ezaart. In Mol logeerde hij doorgaans in het hotel “Duc de Brabant”. Ook in kunstenaarsoord Genk was hij als schilder actief.
Omstreeks 1907 werd hij aanzien, naast Jacob Smits, als één der voornaamste protagonisten van de Molse School. Hij kreeg dan ook veel ruimte toegemeten in de “Internationale Kunsttentoonstelling” over de Molse School in 1907 in Mol georganiseerd. Hij leverde ook de beelddrager voor de affiche van de tentoonstelling: een hoeve met Mariakapelletje en een ossenwagen (exemplaren in Vleeshuis, Antwerpen en Gemeentelijk Jakob Smitsmuseum Mol).
De affiche werd tijdens de expositie ook los verkocht. Hij maakte ook een reclamezegel die op 10.000 exemplaren werd gedrukt. Een ander afficheontwerp, dat niet uitgevoerd werd, en waarop een boerin in een landschap met kerk op de achtergrond is te zien (Mol, Jakob Smitsmuseum).
Na de Eerste Wereldoorlog verbleef hij vaker aan de kust. Hij bracht zo de haven van Oostende meermaals in beeld.

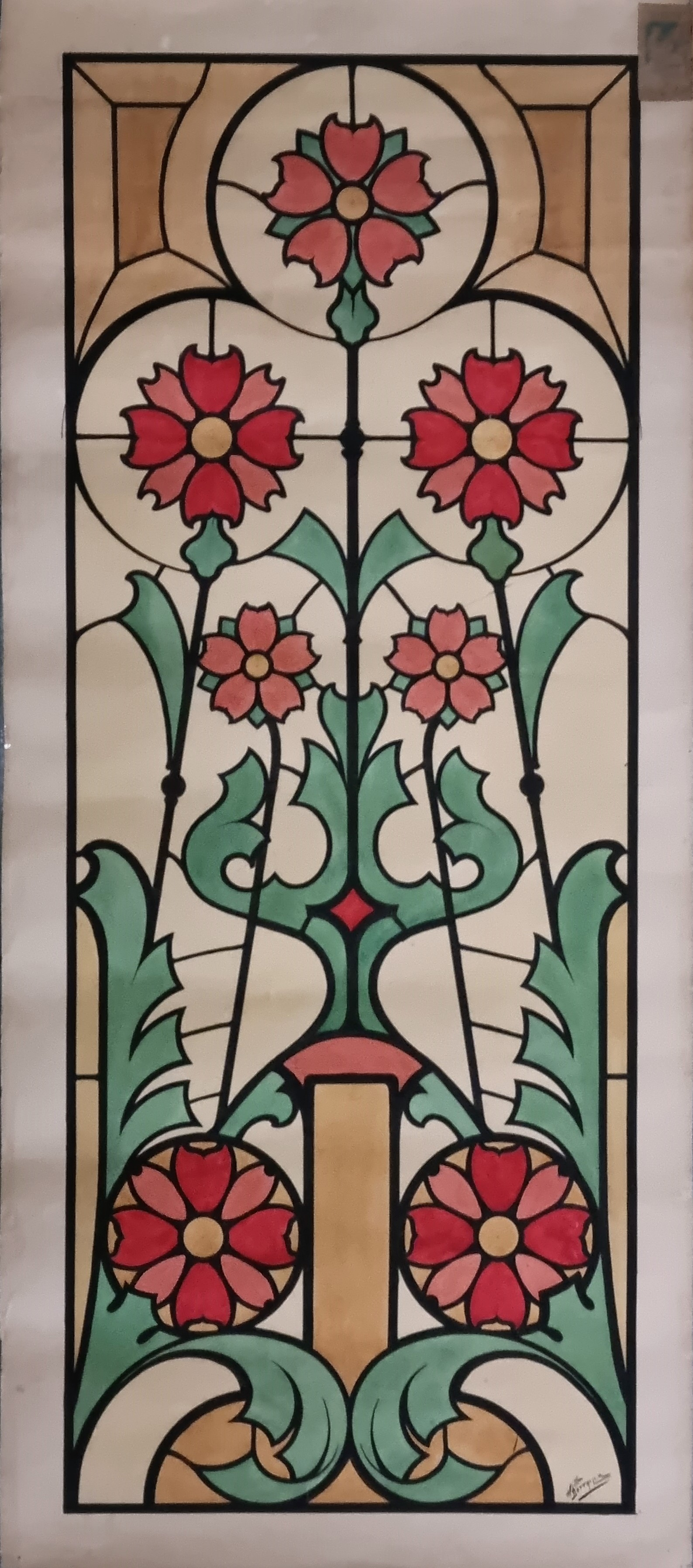

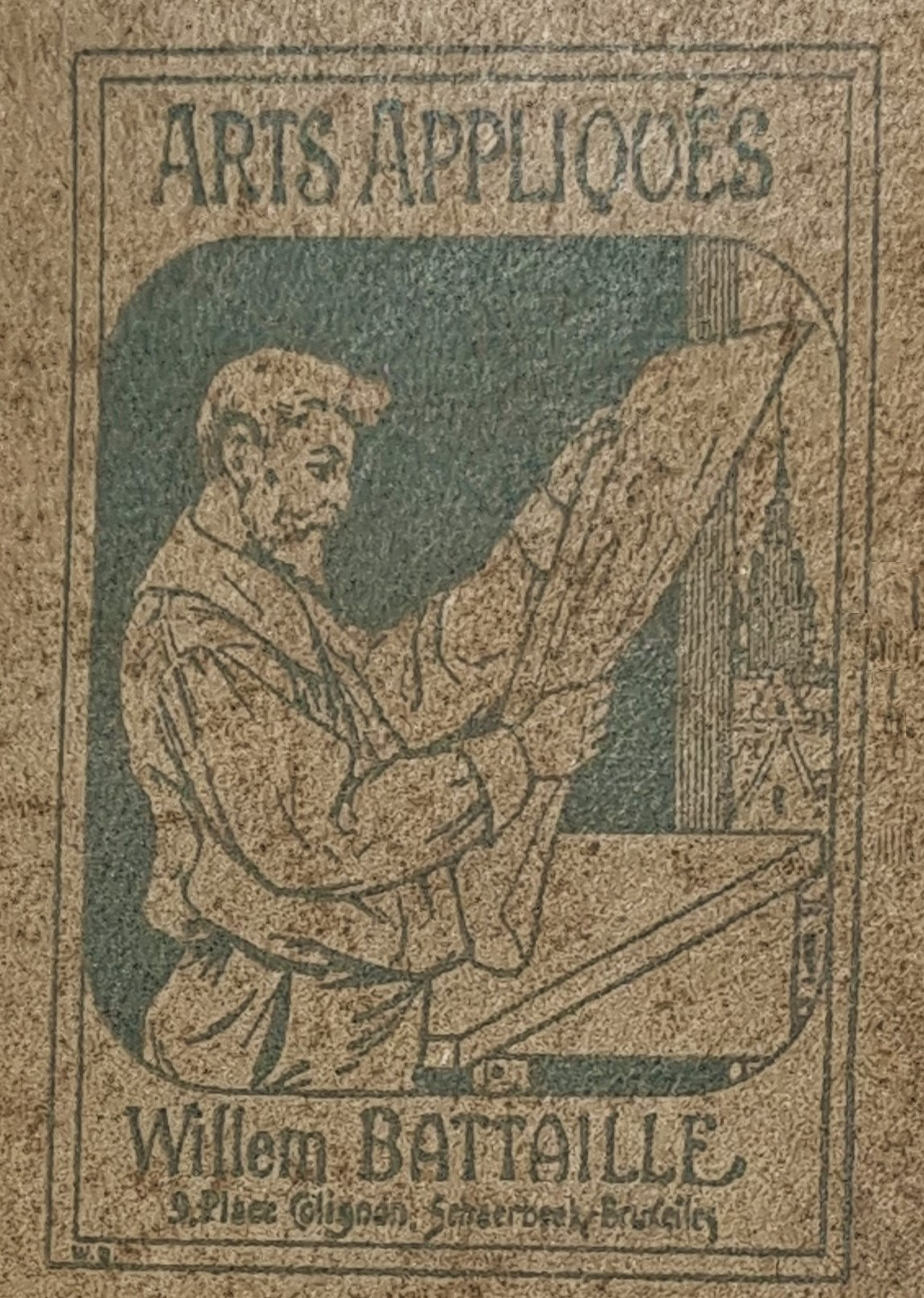
Het label met adres van Willem Battaille

Hij was lid van de Cercle Artistique et Littéraire in Brussel. Zijn atelier bevond zich op het Colignonplein nr 9 in Schaarbeek. Daar produceerde hij ook toegepaste kunst zoals het ontwerp voor een glasraam.

## Privéleven
Battaille was gehuwd met Laura Hiel (1859-1945), een dochter van de dichter Emmanuel Hiel. De Letse beeldhouwer August Bija maakte van beide een portret (Mol, Jakob Smitsmuseum). Hij is ook de overgrootvader van politica Lydia Deveen. Louis Deveen, haar grootvader die getrouwd was met Hedwige Hiel,
was na E. Hiel voorzitter van het Willemsfonds. Emanuel Deveen, haar vader, was verzetsstrijder van het eerste uur en actief in de clandestiene pers tijdens WO II.

## Musea
- Oostende, M.S.K. (vernietigd in 1940)
- Mol, Gemeentelijk Jakob Smitsmuseum
- Schaarbeek, Gemeentelijke Verzameling